# Manuel Bastos Tigre

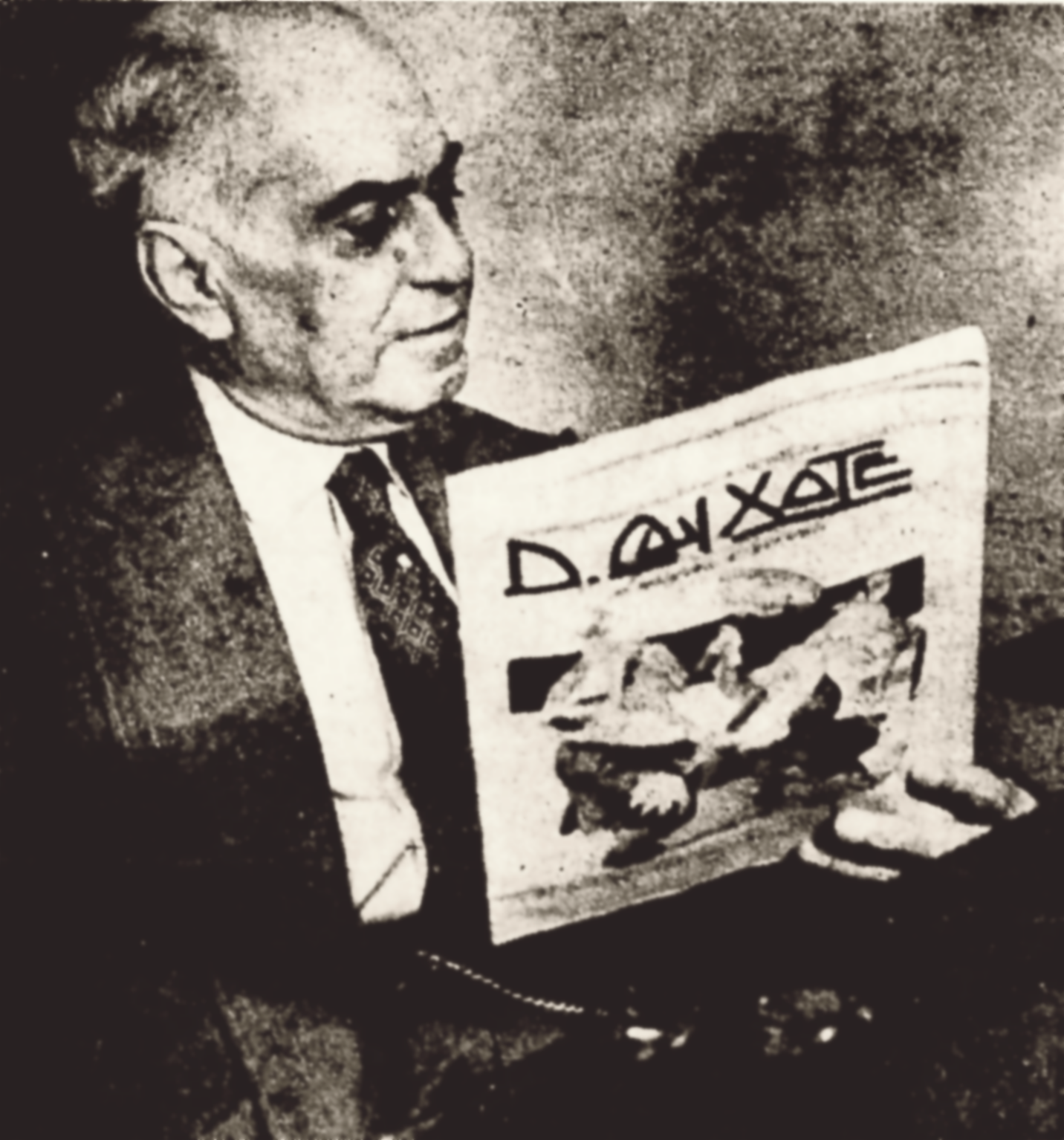
Manuel Bastos Tigre (1944)

Manuel Bastos Tigre (* 12. März 1882 in Recife, Pernambuco; † 1. August 1957 in Rio de Janeiro) war ein brasilianischer Journalist, Schriftsteller und Bibliothekar.  
Bastos Tigre war ein Sohn des Angestellten Delfino da Silva Tigre und dessen Ehefrau Mari Leontina Bastos Tigre. Seine Schulzeit absolvierte er am bischöflichen Kolleg von Olinda, wo er bereits eine humoristische Schülerzeitung („O Vigia“) ins Leben rief. 1906 erreichte er seine Hochschulreife und begann am Polytechnikum von Rio de Janeiro zu studieren. 
Anschließend bekam er bei der Fa. General Electric in Ceará eine Anstellung als Ingenieur. Bereits während dieser Zeit schrieb Bastos Tigre für verschiedene Zeitungen und Zeitschriften. Später wurde er Redakteur bei der Zeitschrift „Correiro da Manha“ bzw. deren Beilage „Pingos e Respingos“. Unter dem Pseudonym Cyrano & Companhio glossierte er für diese Zeitung auf satirisch-witzige Weise die wichtigen Tagesereignisse. 
1915 berief man Bastos Tigre zum Bibliothekar an die Bibliothek des brasilianischen Nationalmuseums. Später avancierte er zum Bibliotheksleiter der Universidade do Brasil und hatte dieses Amt bis an sein Lebensende inne. Im Laufe des Jahres 1957 zog sich Bastos Tigre ins Privatleben zurück. Er starb im Alter von 74 Jahren am 1. August 1957 in Rio de Janeiro und fand dort auch seine letzte Ruhestätte.

## Werke (Auswahl)
- Cancioneiro. 1946.
- Entadecer. 1935.
- Poesias humorísticas. 1923.
- Saguão da Posteridade. 1902.
- Sol de Inverno. 1955.